# Will Pruitt
Will Pruitt (Mount Juliet, 2 november 2001) is een Amerikaans basketballer.

## Carrière
Pruitt speelde collegebasketbal voor de Lipscomb Bisons van 2020 tot 2025. Hij werd niet gekozen in de NBA draft van 2025. Hij tekende zijn eerste profcontract bij de Belgische eersteklasser Leuven Bears.